# تسانغ تشي هاو
تسانغ تشي هاو (بالصينية: 曾至孝) (12 يناير 1990 بهونغ كونغ في الصين - ) هو لاعب كرة قدم صيني في مركز الهجوم. شارك مع منتخب هونغ كونغ لكرة القدم. أما مع النوادي، فقد لعب مع نادي كيتشي وResources Capital FC ‏ ونادي إيسترن سبورتس وHappy Valley AA ‏ وHong Kong Sapling ‏ وWorkable FC ‏.

## وصلات خارجية
- تسانغ تشي هاو على موقع قاعدة بيانات كرة القدم.إي يو (الإنجليزية)
- تسانغ تشي هاو على موقع Soccerway.com (الإنجليزية)